# Bergamote Esperen (pera)
Bergamote Esperen (en España conocida como Bergamota Esperen) es una variedad cultivar de pera europea Pyrus communis. Esta pera está cultivada en la colección de la Estación Experimental Aula Dei (Zaragoza). Esta pera variedad muy antigua, es originaria de Bélgica, también muy extendido su cultivo en España (Orense, Vizcaya, Zaragoza), y tuvo su mejor época de cultivo comercial antes de la década de 1960, y actualmente en menor medida aún se encuentra.  Las frutas tienen una pulpa de color blanco con textura blanda, fundente, semi-granulosa, jugosa, y un sabor de pera ácida, abundante agua, fresca, muy dulce, deliciosamente perfumada, muy jugosa.

## Sinonimia
- "Poire Espéren",
- "Bergamota Esperen" en España.[7]

Es de tener en cuenta, que bergamota es también el fruto del árbol de la bergamota, un árbol de la familia Rutaceae (que no debe confundirse con la pera bergamota o sus variedades).

## Historia
La variedad de pera 'Bergamote Esperen' una de las mejores que conocemos, pertenece a las colecciones de peras belgas. Vendría de un peral que había crecido de forma natural a partir de semilla, encontrado de forma fortuita en 1830 por el Major Espéren que vivió en Malinas.  Su introducción en Francia data de 1844.
Consta una descripción del fruto: Leroy, 1867 : 236; Hedrick, 1921 : 271; Soc. Pom. France, 1947 : 234; Kessler 1949 : 120; Baldini y Scaramuzzi, 1957 : 282, y en E. E. Aula Dei.
En España 'Bergamota Esperen' está considerada incluida en las variedades locales autóctonas muy antiguas, cuyo cultivo se centraba en comarcas muy definidas. Se caracterizaban por su buena adaptación a sus ecosistemas y podrían tener interés genético en virtud de su adaptación. Se encontraban diseminadas por todas las regiones fruteras españolas, aunque eran especialmente frecuentes en la España húmeda. Estas se podían clasificar en dos subgrupos: de mesa y de cocina (aunque algunas tenían aptitud mixta).
'Bergamota Esperen' es una variedad clasificada como de mesa, difundido su cultivo en el pasado por los viveros comerciales y cuyo cultivo en la actualidad se ha reducido a huertos familiares y jardines privados.
La pera 'Bergamote Esperen' está cultivada en diversos bancos de germoplasma de cultivos vivos tales como en la Estación Experimental Aula Dei (Zaragoza), con el nombre de accesión: Bergamota Esperen. 

## Características
El peral de la variedad 'Bergamota Esperen' tiene madera bastante fuerte, muchas ramas, un poco arqueadas y casi erectas, grandes, largas, fuertemente geniculadas, de color marrón moteado de gris, salpicado de rojizo y con almohadillas que sobresalen. Hojas grandes y profusas, generalmente elípticas, ligeramente redondeadas, con márgenes dentados o crenadas, pecíolo largo y grueso con estípulas bien desarrolladas. Fertilidad notable. El peral Bergamota Esperen, uno de los más vigorosos si se injerta en pie de peral franco o en membrillo, siempre da magníficas pirámides, y el crecimiento de su escudo es muy rápido; florece a finales de abril; tubo del cáliz en forma de embudo con conducto corto y estrecho.
La variedad de pera 'Bergamota Esperen' tiene un fruto de tamaño mediano; forma variable, esferoidal, doliforme breve o maliforme, generalmente sin cuello aunque a veces es apuntada hacia el pedúnculo, frutos simétricos o ligeramente asimétricos, superficie con grandes protuberancias irregularmente repartidas, contorno irregular; piel basta, granulosa o rugosa, seca; con color de fondo verde oscuro, pasando a amarillo pajizo sin chapa, presenta un punteado ruginoso-"russeting", de tamaño y forma variable, también zonas ruginosas alrededor del pedúnculo y en la cavidad del ojo, "russeting" (pardeamiento áspero superficial que presentan algunas variedades) medio; pedúnculo de longitud corto o medio, de grosor medio, algo engrosado en la inserción, leñoso, fuerte, recto o quebrado, implantado derecho, con la característica especial de esta variedad que es la presencia de una o dos yemitas bien formadas, en el pedúnculo; cavidad del pedúnculo variable, presenta dos formas bien distintas, una es muy amplia o mediana, poco profunda, con borde ondulado (tipo predominante) o bien otra forma sin cavidad, en los casos en que el fruto es apuntado hacia el pedúnculo; cavidad calicina con anchura y profundidad media, borde fuertemente ondulado o mamelonado; ojo mediano o grande, cerrado o semicerrado; sépalos muy carnosos en la base, erectos y convergentes, o bien coriáceos unidos en la base y a veces partidos.
Carne de color crema amarillento o verdosa; textura medio firme, medio fundente, poco jugosa; sabor dulce, aromático, muy bueno; corazón pequeño o mediano, fusiforme. Eje relleno. Celdillas de tamaño medio, elípticas situadas muy altas. Semillas de tamaño pequeñas o medias deprimidas en su cara interior, color muy oscuro.
La pera 'Bergamota Esperen' madura en invierno (en E. E. Aula Dei de Zaragoza). Una vez cosechado con los primeros hielos, se almacena en lugar fresco y seco, y los frutos son consumibles desde enero a abril.

## Susceptibilidades
Esta pera es algo sensible a las costras en frutos y hoja.
Se adapta bien al transporte y al manejo.
Esta fruta es apta exclusivamente como pera de postre en mesa.

## Polinización
La variedad de 'Bergamota Esperen' puede ser polinizada óptimamente por las variedades 'Clapp's Favorite', 'Docteur Jules Guyot', 'Le Lectier',  'Duchesse d'Angoulême', 'Beurré d'Hardenpont', 'Notaire Lépin'.